# Улица Урицкого (Архангельск)
Улица Ури́цкого (раннее носила название Архиерейская) — улица в историческом центре Архангельска, Ломоносовский округ, проходит от Набережной Северной Двины до улицы Тимме. Протяжённость улицы более полутора километров.

## История

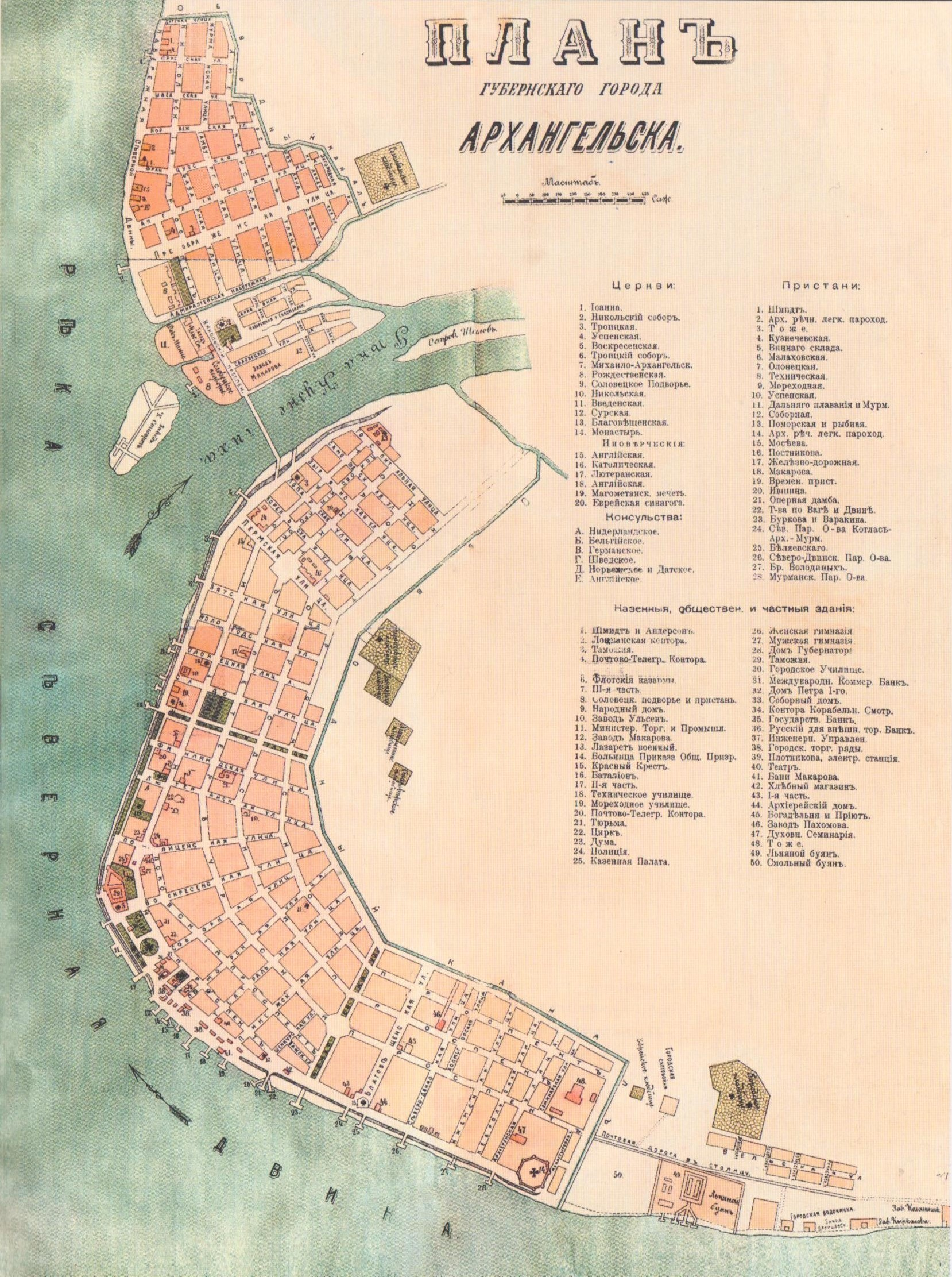
Карта Архангельска 1890 года

Историческое название — Архиерейская, по находившемуся здесь архиерейскому дому. Улица проходила рядом с территорией (Нячеры), куда ещё в 1637 году был перенесён из центра города, с мыса Пур-Наволок, Михаило-Архангельский монастырь.
Архиерейская слобода начала формироваться с перенесением в 1762 году в Архангельск из Холмогор епископской кафедры. Возведённый в слободе в 1779—1784 годах новый каменный архиерейский дом сформировал вместе с монастырём значительный архитектурный ансамбль.
В 1930-е годы Михаил-Архангельский монастырь был закрыт, его здания разобраны, в настоящее время эта территория застроена жилыми домами.
В 1916 году по улице прошёл маршрут первого городского трамвая, он действовал до начала 2000-х годов.
Современное название, с 1920 года, в честь русского революционера и советского политического деятеля Моисея Соломоновича Урицкого (1873—1918). Прежнее название связано со стоявшим на улице архиерейским домом и архиерейской слободой. 
Общественность Архангельска не раз поднимала вопрос о смене именования улицы в связи с руководящие ролью Урицкого в массовых расстрелах.
Историческая деревянная застройка улицы, оставшись без должного надзора, гибнет в пожарах.

## Достопримечательности

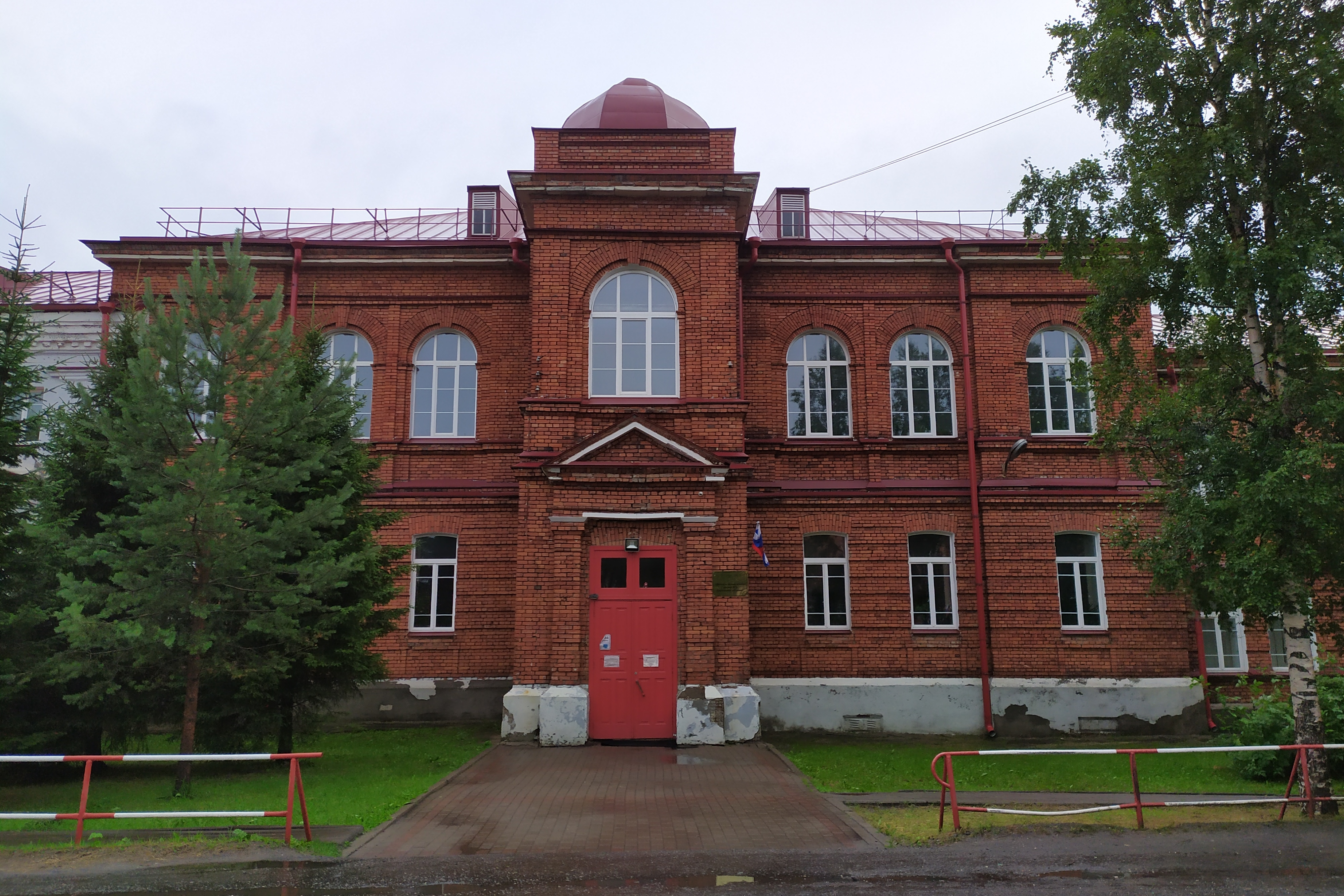
Архиерейский дом

д. 8 — Архиерейский дом и училище (памятник архитектуры регионального значения, 1784)